# Herring Tower
La Land Mark Tower, plus connue sous le nom de Herring Tower, est une tour située sur la péninsule de Langness, dans le sud-est de l'île de Man, à proximité de Castletown, dans la paroisse de Malew. 

## Histoire
La tour a été construite au début du XIXe siècle à la demande du gouvernement britannique pour servir d'amer aux navigateurs ; l'architecte, Thomas Brine (en), s'inspira de la tour ronde du château de Peel pour la conception de l'édifice,. 
Depuis 1991, la tour est protégée en tant que registered building (en). 